# Циганов Євген Терентійович
Євгеній Терентійович Циганов (22 серпня 1921 , Баку  — 23 травня 1971 , Таллінн ) — радянський військовослужбовець, учасник Великої Вітчизняної війни, Герой Радянського Союзу, командир 3-ї ескадрильї 4-го гвардійського військового флоту, гвардії капітан .

## Біографія
Народився 22 серпня 1921 року в місті Баку . Член ВКП(б)/КПРС із 1941 року. Закінчив 10 класів. 1938 року, потім вивчився у Бакинському аероклубі, працював у ньому льотчиком-інструктором.
У 1939 році був призваний до Військово-морського флоту і направлений до льотного училища. У 1940 році закінчив з відзнакою Єйське військово-морське авіаційне училище імені І. В. Сталіна . Молодий льотчик отримав призначення до 5-го винищувального авіаційного полку ВПС Червонопрапорного Балтійського флоту.
У боях Великої Вітчизняної війни з червня 1941 року . У складі 104-ї окремої винищувальної авіаційної ескадрильї брав участь в обороні Прибалтики та Ленінграда . З вересня 1941 — командир ланки 13-го винищувального авіаційного полку. У складі 3-ї ескадрильї Ст. Ф. Голубєва прикривав Дорогу життя . Літав у парі з П. П. Кожановим .
28 травня 1942 року 5 винищувачів під командуванням Голубєва, в якій Циганов летів в парі з Байсултановим, зірвала бомбовий удар по кораблям, що стоять на рейді. У сутінках понад 150 пікірувальників Ju-87 перетнули лінію фронту в районі Шліссельбурга і були атаковані нашою п'ятіркою. У швидкоплинному бою льотчики збили 7 літаків ворога, а ще 5 було на рахунку зенітників. За нерівною сутичкою спостерігав командувач Балтійським флотом, і через годину після посадки на КП полку прийшов наказ про присвоєння позачергових звань усім льотчикам, які брали участь у бою.
У травні 1943 року, після загибелі Кожанова, капітан Циганов прийняв командування 3-ї ескадрильєю, найкращою в полку. Від вильоту до вильоту зростала майстерність і рахунок збитих літаків ворога, командуючи ескадрильєю, вправно керував повітряними боями та штурмовками. До грудня 1943 року він здійснив 492 бойові вильоти, з них 120 — на штурмування і розвідку, в 65 повітряних боях збив 6 літаків противника особисто і 8 у групі.
Указом Президії Верховної Ради СРСР від 22 січня 1944 року за зразкове виконання завдань командування і проявлені мужність і героїзм у боях з німецько-ворожими загарбниками гвардії капітану Циганову Євгену Терентійовичу присвоєно звання Героя Радянського Союзу з врученням ордена Леніна і медалі «Золота Зірка» .
Після остаточного звільнення Ленінграда від блокади Циганів у складі полку бив ворога над Нарвою .До весни 1944 року на рахунку бойової ескадрильї Циганова було 183 з 365 збитих полком літаків ворога. Шість з дванадцяти Героїв Радянського Союзу 4-го гвардійського полку служили в 3-й ескадрильї. Незабаром капітан Циганов був переведений з підвищенням на Далекий Схід . Всього за роки війни він здійснив 550 бойових вильотів, провів понад 100 повітряних боїв, збив 12 літаків противника особисто і 8 в групі .
Після Перемоги продовжував службу у Військово-морському флоті. В 1953 закінчив Військово-повітряну академію, в 1960 — Військову академію Генерального штабу . Служив начальником штабу 19-го корпусу ППО (Челябінськ). З 1968 року генерал-майор авіації Є. А. Т. Циганів — у запасі.
Жив у місті Таллінн. Помер 23 травня 1971 року. Похований на Лісовому цвинтарі у Таллінні.
Нагороджений орденом Леніна, чотирма орденами Червоного Прапора, орденом Червоної Зірки, медалями.